# DiscO-Zone
DiscO-Zone je třetí a poslední album moldavské skupiny O-Zone. Poprvé bylo vydáno 6. června 2004, a to v několika zemích napříč Evropou. Na tomto albu se nacházejí největší hity O-Zone „Dragostea Din Tei“ a „Despre Tine“. Album bylo úspěšné v mnoha evropských zemích, například v Portugalsku, kde bylo po osm po sobě jdoucích týdnů na prvním místě hitparády a 26 týdnů bylo na prvních 30 místech. Do první desítky se dostalo také ve Valonsku v Belgii, dále též v Polsku, Norsku, Švýcarsku a Finsku. Ve Francii bylo nejvýše na 15. místě, ovšem setrvalo 36 týdnů na prvních 200 místech. V Japonsku dosáhlo na vrchol během svého 24. týdne v hitparádě.

## Seznam písní
Všechny písně složil Dan Bălan, na „De ce plâng chitarele“ se také podíleli Efim Crimerman a Mihai Dolgan:
1. Fiesta de la noche (délka 4:01)
2. De ce plâng chitarele (4:11)
3. Dragostea din tei (3:33)
4. Printre nori (3:43)
5. Oriunde ai fi (4:25)
6. Numai tu (4:00)
7. Dar, unde eşti? (4:02)
8. Despre tine (3:50)
9. Sărbătoarea nopţilor de vară (3:51)
10. Nu mă las de limba noastră... (3:49)
11. Crede-mă (4:44)